# Siegerrebe
Siegerrebe – odmiana winorośli właściwej, powstała w Alzey w Niemczech w 1929 roku poprzez skrzyżowanie madeleine angevine i gewürztraminera. Hodowcą był Georg Scheu. Według innej wersji jest to siewka powstała z wolnego zapylenia madeleine angevine, ale badania DNA zaprzeczają temu.

## Charakterystyka
Krzewy rosną średnio silnie i mają wyprostowany pokrój. Liście trój- lub pięcioklapowe, karbowane. Grona stożkowate, średniej wielkości lub duże, średnio zwarte. Jagody złocistoróżowe aż do czerwonobrązowych, kuliste, średniej wielkości. Miąższ soczysty, charakteryzujący się intensywnym muszkatołowym aromatem.

## Fenologia
Rozwój wiosenny pąków dość wczesny, co może stanowić problem w przypadku późnowiosennych przymrozków. Wczesne kwitnienie powoduje czasami w mokrych i chłodnych warunkach złe zapylanie i zawiązywanie owoców. Dojrzewa w drugiej połowie września jako przerobowa na wino. W celach konsumpcyjnych owoce mogą być zbierane już od początku września.

## Choroby
Przeciętna odporność na choroby takie jak: mączniak rzekomy i mączniak prawdziwy podobna jak u większości winorośli z gatunku vinifera.

## Cięcie
Nie ma szczególnych wymagań. Dobrze plonuje przy cięciu na 3-8 pąków, zależnie od formy prowadzenia krzewu.

## Parametry dojrzewania
- Kolekcja polowa, Skierniewice 2009: termin zbioru – 16 września; masa gron 123 g; masa jagody 2,35 g; zawartość ekstraktu w jagodach określana refraktometrem – 17,5%[3]
- Kolekcja polowa, Skierniewice 2012, termin zbioru – 15 września; masa gron 142 g; masa jagody 2,96 g; zawartość ekstraktu w jagodach 18,1%[4]

## Wino
Wino dobrej jakości, w charakterze win gewürztraminera, lecz o nieco mniej intensywnym aromacie, o wysokim naturalnym poziomie cukrów i niższej kwasowości. Najwięcej wina z tej odmiany wytwarzają Niemcy (uprawy na ponad 100 ha w Hesji Nadreńskiej i Palatynacie), Stany Zjednoczone, Kanada i Anglia. W mniejszych ilościach wytwarzane jest w innych krajach o chłodnym klimacie (np. Szwajcaria, Dania), a także w Polsce w zestawieniu z innymi szczepami. Jednoodmianowe wino z siegerrebe jest produkowane również na Tasmanii, przy czym grona są zrywane przedwcześnie, by uzyskać zadowalający poziom kwasów.